# (2679) Kittisvaara
(2679) Kittisvaara (1939 TG) – planetoida z pasa głównego asteroid okrążająca Słońce w ciągu 4,24 lat w średniej odległości 2,62 j.a. Odkryta 7 października 1939 roku.